# SC Preußen Insterburg
Der SC Preußen Insterburg war ein deutscher Sportverein der ostpreußischen Stadt Insterburg, heute Tschernjachowsk. Die Fußballabteilung spielte drei Spielzeiten in der damals erstklassigen Gauliga Ostpreußen.

## Geschichte
Der Verein wurde 1907 als FC Preußen Insterburg gegründet, 1909 erfolgte die Umbenennung in SC Preußen Insterburg.

### Fußball
Die Fußballabteilung spielte innerhalb des Baltischen Rasen- und Wintersport-Verbandes (BRWV). 1910/11 konnte Preußen Insterburg die Bezirksliga III Gumbinnen/Insterburg gewinnen und qualifizierte sich somit für die baltische Fußballendrunde. In dieser schied Insterburg bereits im Viertelfinale aus, das am 12. März 1911 stattfindende Spiel verlor die Mannschaft gegen den späteren baltischen Fußballmeister SC Lituania Tilsit deutlich mit 2:12. 1911/12 wiederholten sich die Ereignisse, als Bezirkssieger von Gumbinnen/Insterburg scheiterte Preußen Insterburg erneut im Viertelfinale der baltischen Fußballendrunde an Lituania Tilsit, dieses Mal ging das Spiel 0:6 verloren. In den kommenden Spielzeiten musste sich der Verein seinen Lokalkonkurrenten SV Insterburg und FC Preußen Gumbinnen geschlagen geben.
Mit der Umstrukturierung des Ligensystems des BRWVs war die Bezirksliga III Insterburg nun Teil des Kreises I Ostpreußen, der Bezirksmeister qualifizierte sich also nicht direkt für die baltische Fußballendrunde, sondern spielte zuerst mit den anderen Bezirksmeistern aus Ostpreußen die ostpreußische Fußballendrunde aus. 1921/22 konnte zum dritten Mal die Bezirksliga gewonnen werden, in der ostpreußischen Endrunde scheiterte Insterburg erneut an Lituania Tilsit. Durch den vierten Tabellenplatz in der Spielzeit 1925/26 verpasste Preußen Insterburg den Sprung in die zur kommenden Saison neu eingeführte oberste Ostpreußenliga und spielte fortan zweitklassig. Bereits 1926/27 wurde der erste Platz in der nun zweitklassigen Bezirksliga Insterbug-Gumbinnen erreicht, was zur Qualifikation zum Bezirkspokal berechtigte. In diesem Turnier wurde der Teilnehmer an der Aufstiegsrunde zur Ostpreußenliga 1928/29 ermittelt. Preußen Insterburg setzte sich im Bezirkspokal durch, auch die Relegationsrunde wurde ungeschlagen überstanden, so dass der Verein zur Spielzeit 1928/29 wieder erstklassig spielte. Die oberste Ostpreußenliga war für Insterburg jedoch eine Nummer zu groß, mit 0 Punkten stieg der Verein sofort wieder in die Zweitklassigkeit ab. 1929/30 gewann der Verein die zweitklassige Staffelliga Ost, da zur kommenden Spielzeit der Kreis Ostpreußen auf drei Ligen erweitert wurde, bedeutete dies den Wiederaufstieg in die Erstklassigkeit. In der erstklassigen Abteilungsliga Nord kam Preußen Insterburg nicht mehr über das untere Mittelfeld hinaus.
Durch den Abstieg nach der Spielzeit 1932/33 wurde Preußen Insterburg nicht für die 1933 neu eingeführte Gauliga Ostpreußen berücksichtigt, sondern wurde in die zweitklassige Bezirksklasse II Gumbinnen eingeordnet. Bedingt durch die Erweiterung der Gauliga Ostpreußen zur Spielzeit 1935/36 von 14 auf 28 Mannschaften, gelang Insterburg der Sprung in diese. Bereits 1936/37 stieg der Verein wieder in die Bezirksklasse ab. Zur Gauliga-Saison 1941/42 gelang zwar nochmals der Aufstieg, kriegsbedingt zog sich der Verein aber in dieser Spielzeit aus der Gauliga zurück. Ein weiterer Spielbetrieb ist nicht überliefert.
Nach dem Zweiten Weltkrieg wurde das einstmals deutsche Insterburg von der Sowjetunion annektiert und erhielt 1946 den Namen Tschernjachowsk. Der Club wurde, wie alle übrigen deutschen Vereine und Einrichtungen, zwangsaufgelöst.

### Leichtathletik
Einige Leichtathleten des SV Preußen Insterburgs erreichten Medaillen bei den deutschen Leichtathletik-Meisterschaften. 1919 wurde Wilhelm Schumann Dritter im Diskuswurf. Schumann konnte im Dreikampf bei den deutschen Leichtathletik-Meisterschaften 1921 ebenfalls die Bronzemedaille gewinnen. 1924 errung Bruno Schlokat zwei Bronzemedaillen im Speerwurf. Eine Goldmedaille gewann Schlokat im Speerwurf bei den deutschen Leichtathletik-Meisterschaften 1928. Er nahm ebenfalls an den Olympischen Spielen 1928 teil.

### Eishockey
Wie bei vielen baltischen Vereinen besaß auch der SC Preußen Insterburg eine Eishockey-Abteilung, die in den 1930er-Jahren in der Eishockey-Gauliga Ostpreußen spielte. Bereits vor dem Ersten Weltkrieg ist ein Bandy-Spiel zwischen Preußen Insterburg und Lituania Tilsit überliefert.

## Erfolge
- Teilnahme an der Fußball-Gauliga Ostpreußen: 1935/36, 1936/37, 1941/42
- Teilnahme an der baltischen Fußballendrunde: 1910/11, 1911/12
- Fußballbezirksmeister Insterburg-Gumbinnen: 1911, 1912, 1922
- Medaillen bei den deutschen Leichtathletik-Meisterschaften:

| Gold | Silber | Bronze | Gesamt |
| ---- | ------ | ------ | ------ |
| 1    | 0      | 4      | 5      |